# Official Dance Chart
Le UK Dance Chart est un hit-parade établi par le Official Charts Company (OCC) sur la base des ventes de l'industrie anglaise du disque dans le domaine de la musique électronique. Chaque classement est diffusé sur l'antenne de MTV Dance et est consultable sur les sites de la radio BBC Radio 1 et de la OCC.
Depuis juin 2009, le classement inclus les téléchargements numériques. Avant cette date, seuls les disques microsillons et disques compacts sont compilés dans le tableau.